# Kamsar

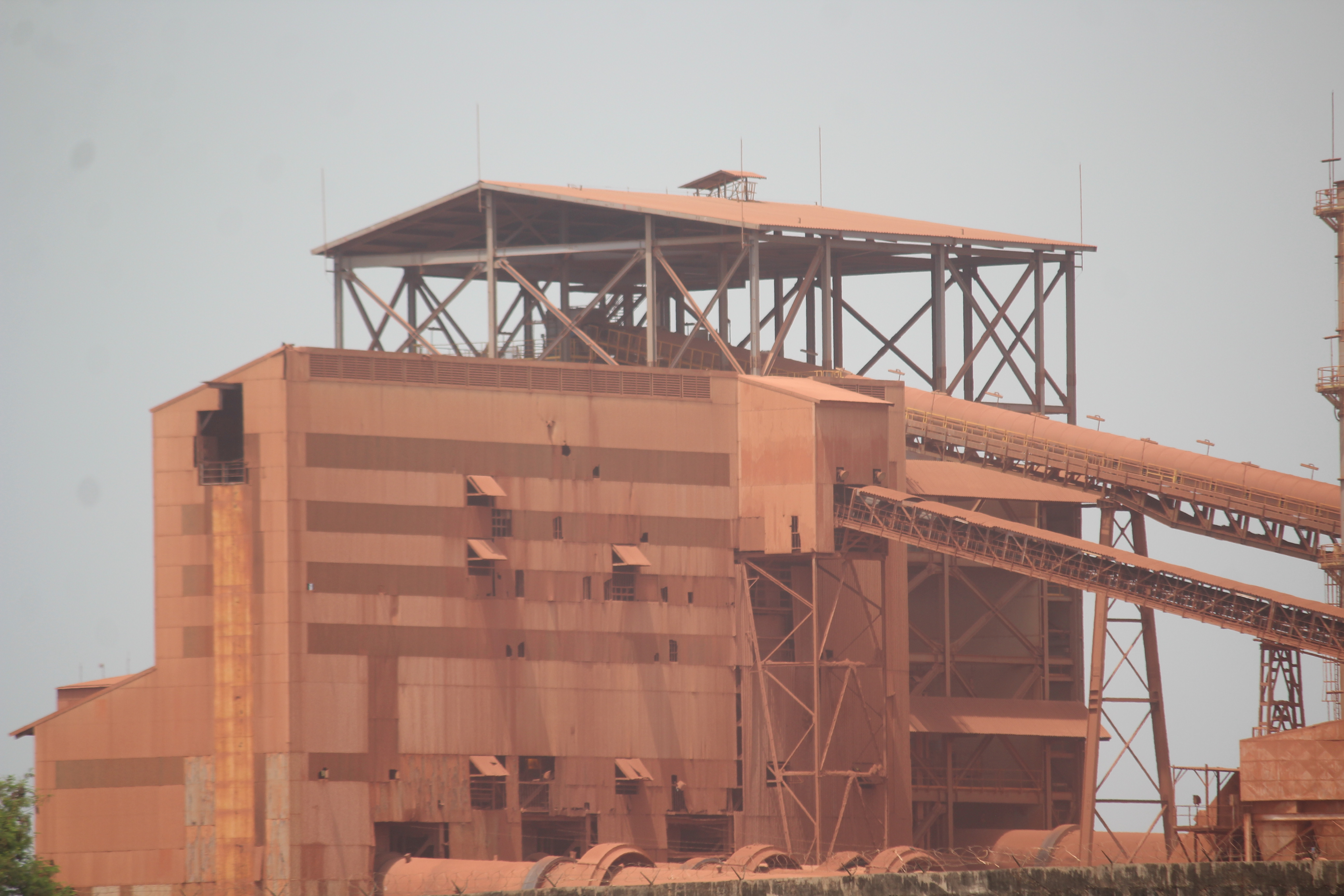
Compagnie des Bauxites de Guinée

Kamsar ist eine Hafenstadt in der Präfektur Boké in der Region Boké in Guinea, ca. 175 Kilometer nordöstlich von Conakry entfernt gelegen. Eine Bahnlinie in Normalspur verbindet den Bauxittagebau in Sangarédi, der 1973 begonnen hat, mit dem Hafen in der Mündung des Rio Nunez. 1997 betrug die Fördermenge der Mine 13 Mio. Tonnen, seither nahm sie kontinuierlich ab und betrug 2019 noch 8 Mio. Tonnen, woran die staatliche Compagnie des Bauxites de Guinée (CBG) zu 49 Prozent beteiligt ist. Weitere Minen konnten seither durch ausländische Bergbaufirmen mit staatlicher Beteiligung eröffnet werden. Größter Arbeitgeber der Stadt ist die Compagnie des Bauxites de Guinée. Kamsar ist eine Planstadt, die komplett durch die CBG betrieben wird. Die Stadt verfügt über eine durchgehend funktionierende Wasser- und Stromversorgung. Eines der besten Krankenhäuser des Landes ist in Kamsar angesiedelt. Kamsar ist Ausgangspunkt der Nationalstraße Nr. 20. René Caillié begann hier 1832 seine Reise nach Timbuktu.